# Ojamaa
Ojamaa falu Észtország Ida-Viru megyéjében. Lüganuse községhez tartozik. Lakossága 2011-ben nyolc fő volt.
2013 októberéig közigazgatásilag a megszüntetett Maidla községhez tartozott, melyet akkor Püssi várossal Lüganuse községhez csatoltak.
Az Ojamaa-folyó mentén fekszik. A település mellett olajpala bányászat folyik.

## Népesség
A település népessége az utóbbi években az alábbi módon alakult:
| Lakosok száma | 8    | 7    | 7    |
|               | 2011 | 2019 | 2020 |